# Ліптовський сир
Ліптовський сир (ліптауер, словац. Liptovský syr, нім. Liptauer) — традиційна страва в Словаччині та Австрії. Назву сиру дав регіон Ліптов, звідки походить ця страва. Ліптовський сир — суміш бринзи з маслом, червоним солодким перцем, чорним перцем та іншими спеціями. Ліптовський сир намазується на хліб. У Словаччині ліптовський сир — радше регіональна страва, у той час, як в Австрії він широко поширений.

## Приготування
Для приготування ліптовського сиру необхідно взяти бринзу або кисломолочний сир, відкинути на сито, давши сироватці стекти, і змішати з рівною кількістю збитого масла, перемішавши до стану однорідного крему. Селянський варіант рецепта передбачає додавання паприки, перцю, кмину і дрібно порізаної цибулі. Додавання солі необхідно, тільки якщо використовується несолона бринза або кисломолочний сир.